# Argumentació
Una argumentació és un conjunt ordenat de premisses relacionades a través de la lògica i regles d'inferència i procedimentals per a assolir i defendre conclusions o una tesi. S'empra en la ciència, el debat, la negociació, la persuasió, el diàleg i la conversa. Sovint es considera que una argumentació és un conjunt d'arguments en suport d'una tesi. Els autors van Eemeren, Grootendorst i Henkemans la defineixen com a "una activitat verbal, social i racional destinada a convèncer un crític raonable de l'acceptabilitat d'un punt de vista tot presentant una constel·lació de proposicions que justifiquen o refuten la proposició expressada en el punt de vista".
No és sinònim de diàleg, sinó que en forma una subclasse, la dels diàlegs argumentatius. Segons Walton, entre els diàlegs argumentatius es troben els tipus següents: Diàleg persuasiu, investigació, negociació, recerca d'informació, deliberació i erístic.
L'argumentació és alhora un procés, quelcom que es fa per defensar o atacar un punt de vista, i un producte, o conjunt d'elements, especialment arguments, que donen suport a aquest punt de vista. Com a procés, una argumentació té les fases següents:
- Confrontació: Es palesa la diferència de punts de vista
- Obertura: Les persones interlocutores decideixen discutir i acorden les regles
- Argumentació: Les parts expressen els arguments i presenten i responen objeccions
- Clausura: Una part assoleix la seva fita, l'altra concedeix

L'argumentació racional eludeix l'ús de la fal·làcia.